# تنگ تی
تنگ تی، روستایی از توابع بخش دیشموک شهرستان کهگیلویه در استان کهگیلویه و بویراحمد ایران است.
این روستا از شمال به کوه دل افروز از جنوب به تنگ بالیاب از شرق به روستای تنگ سوخته و از غرب به روستای لیراب متصل هست.
در سال ۱۳۹۰ در این روستا دهیاری تاسیس شد
آقای محمدناصر لطیف پرور دهیار این روستا است.

## جمعیت
این روستا در دهستان بهمئی سرحدی شرقی قرار دارد و براساس سرشماری مرکز آمار ایران در سال ۱۳۸۵، جمعیت آن ۳۲۸ نفر (۵۹خانوار) بوده‌است.